# 셀레나
셀레나 킨타니야 페레스(Selena Quintanilla-Pérez, 1971년 4월 16일 ~ 1995년 3월 31일)는 미국의 싱어송라이터, 모델, 배우이다. 미국에서 떼하노(Tejano) 음악의 여왕으로 불릴 정도로 잘 알려진 가수였다.
1971년에 멕시코인 부부 사이에서 태어나 12살에 첫 앨범을 내었고 1987년 떼하노 음악상에서 여성보컬 상을 받았다. 1995년, 셀레나는 의상 담당 매니져 겸 텍사스 지구 팬클럽 회장이었던 욜란다 살비달의 부정 횡령을 따지던 중, 욜란다가 쏜 권총에 맞아 과다출혈로 사망했다. 사건 발생 2주 후, 당시 텍사스주 주지사였던 조지 W. 부시는 그녀의 생일을 텍사스주 셀레나의 날로 정했다. 워너 브라더스는 셀레나의 일생을 바탕으로 한 제니퍼 로페즈 주연 영화 《셀레나》를 제작했다.

## 음반 목록
- Selena (1989)
- Ven Conmigo (1990)
- Entre a Mi Mundo (1992)
- Amor Prohibido (1994)
- Dreaming of You (1995)

## 같이 보기
- 대중음악의 별명 목록